# Эдлинг
Эдлинг (нем. Edling) — община в Германии, в земле Бавария. 
Подчиняется административному округу Верхняя Бавария. Входит в состав района Розенхайм.  Население составляет 4135 человек (на 31 декабря 2010 года). Занимает площадь 20,04 км².